# Troupes internes de l'Azerbaïdjan
Les troupes internes de l'Azerbaïdjan (en Azeri : Azərbaycan Respublikası Daxili Qoşunları), également connues sous le nom de troupes intérieures ou de la garde intérieure, sont la force en uniforme de la gendarmerie en Azerbaïdjan. 

## Description
Les troupes internes sont subordonnées au Ministère de l'Intérieur d'Azerbaïdjan (l'autorité policière du pays). Les troupes internes sont les descendants des troupes internes de l'Union soviétique et sont utilisées pour faire face aux situations d'urgence internes telles que les catastrophes naturelles, le rétablissement de l'ordre public, les conflits armés internes et la sauvegarde des installations importantes. En temps de guerre, les troupes internes tombent sous la juridiction des forces terrestres azerbaïdjanaises et accomplissent des tâches de défense et de sécurité locales.
Son équipement comprend des mitraillettes Heckler & Koch MP5. 
Parmi les autres organes chargés de l'application de la loi en Azerbaïdjan figurent la Garde nationale azerbaïdjanaise et le Service national des frontières et sa sous-composante Garde côtière.

## Rôles
Conformément à la loi, les troupes internes effectuent les tâches suivantes :
- Conjointement avec d'autres organes chargés des affaires intérieures dans les villes et les autres localités, agir pour protéger le public, assurer la sécurité du public lors d'événements de masse, notamment :
  - Événements importants d'état et publics, et transport de personnes importantes ;
  - Participer à la recherche et à l'appréhension d'intrus dans des zones protégées ;
  - Fournir au Département du Ministère de l'intérieur du personnel chargé de protéger les entrepôts et les bases militaires ;
  - Fournir au Département du Ministère de l'intérieur du personnel chargé de fournir une assistance lors de catastrophes naturelles et d'autres situations similaires ;
  - Aider à prévenir les émeutes de masse dans les zones résidentielles ;
  - Fournir de l'aide pour prévenir les émeutes de masse dans les prisons ;
  - Pour rechercher et appréhender les condamnés fugitifs et les personnes arrêtées ;
  - Si nécessaire, participer à la défense de la zone[3].